# Bana apicida
Bana apicida är en tvåvingeart som beskrevs av Jason Gilbert Hayden Londt 1992. Bana apicida ingår som enda art i släktet Bana och familjen rovflugor.
Artens utbredningsområde är Namibia. Inga underarter finns listade i Catalogue of Life.